# Catholicos
 (février 2023).
Si vous disposez d'ouvrages ou d'articles de référence ou si vous connaissez des sites web de qualité traitant du thème abordé ici, merci de compléter l'article en donnant les références utiles à sa vérifiabilité et en les liant à la section « Notes et références ».
Pour un article plus général, voir Église des deux conciles.
Le titre de catholicos est un titre équivalant à celui de patriarche porté par des dignitaires de plusieurs Églises orthodoxes orientales, notamment les Églises de la tradition nestorienne et les Églises monophysites.
Le mot lui-même vient du grec καθολικός / katholikós, mot composé de κατά / katá (« origine de » ou « en direction de ») et de ὁλικός / holikós, (« universel »).

## Les catholicos de l'Orient (nestoriens)
- Catholicos-patriarche de la sainte Église apostolique catholique assyrienne de l'Orient : ce siège est créé en 310, il devient autocéphale en 431 quand le catholicos de l'époque refuse les conclusions du concile d'Éphèse. Son actuel titulaire est Gewargis III depuis septembre 2015. Le catholicos siège à Erbil en Irak.
- Catholicos-patriarche de l'ancienne Église de l'Orient : ce siège est fondé en 1968 quand une fraction de l'Église apostolique assyrienne de l'Orient refuse l'adoption du calendrier grégorien. Son actuel titulaire est Addai II de Bagdad depuis 1970 (il fut consacré en 1972), sa résidence est à Bagdad en Irak.

## Les catholicos orthodoxes orientaux

### Les catholicos arméniens

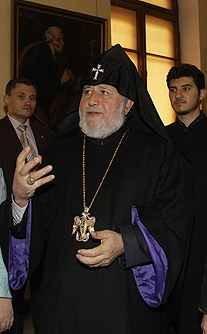
Karekine II catholicos de l'Église apostolique arménienne.

- Patriarche suprême et catholicos de tous les Arméniens : son siège fut fondé en 301, c'est la juridiction la plus ancienne de la chrétienté. Son actuel titulaire est Karekine II depuis le 27 octobre 1999, il réside à Etchmiadzin en Arménie.
- Catholicos de la Grande Maison de Cilicie : ce siège fut fondé par la translation du catholicossat de tous les Arméniens en 1058. Après la restauration du catholicossat à Etchmiadzin, le titulaire du siège garde ce titre de catholicos. Son actuel titulaire est Aram Ier depuis le 28 juin 1995, il réside à Antélias au Liban.
- Catholicos d'Aghtamar : ce siège autonome en 1113 a disparu en 1895.

### Les catholicos malankares
- Maphrien et catholicos de l'Inde : l'actuel titulaire de ce siège est Baselios Thomas Ier depuis le 26 juillet 2002, il réside à Puthencuriz (en) en Inde.
- Catholicos de l'Orient et Métropolite de Malankara : l'actuel titulaire du siège est Baselios Marthoma Paulose II depuis le premier novembre 2010, il siège à Kottayam en Inde.

### Le catholicos éthiopien
- Patriarche et catholicos d'Éthiopie, Itchégué du Siège de Takla Haymanot et archevêque d'Aksoum : ce siège fondé en 380 devint un patriarcat autocéphale en 1951. Le patriarche actuel est Abune Mathias depuis le 28 février 2013. Le patriarche réside à Addis-Abeba en Éthiopie.

## Les catholicos orthodoxes

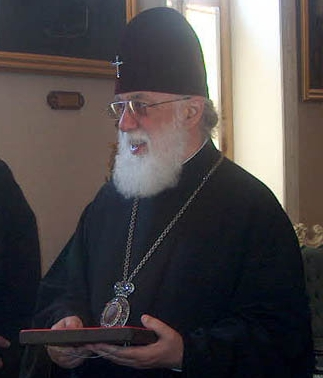
Élie II

### Le catholicos géorgien
- Archevêque de Mtskheta et de Tbilissi, catholicos-patriarche de toute la Géorgie : ce siège fut fondé au Ier siècle par l'apôtre André. L'Église est autocéphale depuis 484. Son actuel titulaire est Élie II de Tbilissi depuis le 23 décembre 1977, il siège à Tbilissi en Géorgie.

### Autres catholicos orthodoxes
- Catholicos d'Irenoupolis : juridiction de l'Église orthodoxe dépendante du patriarcat d'Antioche entre le VIIe et le XVe siècle.
- Catholicos de Romagyris : juridiction de l'Église orthodoxe dépendante du patriarcat d'Antioche entre le VIIIe et le XIVe siècle. Son siège fut ensuite fondu avec celui du catholicos-patriarche de toute la Géorgie.

### Articles liés
- Patriarche
- Catholicos de l'Orient
- Maphrien
- Évêque